# Очеретянка сейшельська
Очеретя́нка сейшельська (Acrocephalus sechellensis) — вид горобцеподібних птахів родини очеретянкових (Acrocephalidae). Ендемік Сейшельських Островів.

## Опис

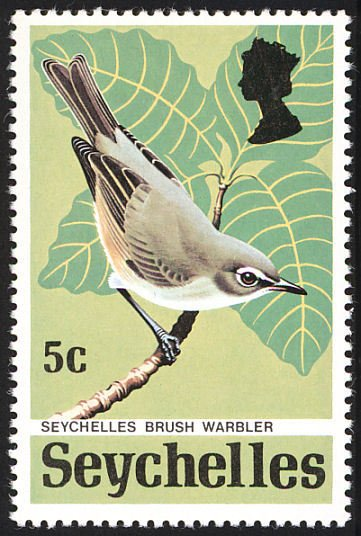
Сейшельська очеретянка

Довжина птаха становить 13-14 см, розмах крил 17 см. Верхня частина тіла зеленувато-коричнева, горло біле, груди і живіт білуваті. Над очима бліді "брови". Лапи сизі, дзьоб роговий, очі червонувато-карі. Молоді птахи мають більш темне забарвлення .

## Поширення і екологія
Раніше сейшельські очеретянки були поширені на декількох гранітних островах Сейшельського архіпелагу, однак через знищення природного середовища вони вимерли на більшості островів, за винятком невеликої популяції на острівці Норт-Казін площею 0,3 км². У 1968 році популяція виду становила лише 30 особин. Однак завдяки ефективним діям зі збереження виду популяцію вдалося відновити, а сейшельські очеретянки були реінтродуковані на островах Арід, Саут-Казін і Деніс, у 2011 році на острів Фрегат.
Сейшельські очеретянки живуть в чагарникових заростях і лісах, де переважають дерева Pisonia grandis і Ficus reflexa, на болотах і в мангрових заростях. Живляться комахами, яких шукають серед листя. Сейшельські очеретянки є моногамними, територіальними птахами. Їм притаманний колективний догляд за пташенятами. Гніздування припадає на період мусонів.  Гніздо чашоподібне, робиться з сухої трави, в кладці одне яйце. Інкубаційний період триває 15 днів, пташенята покидають гніздо через 20-28 днів після вилулення.

## Збереження
МСОП класифікує стан збереження цього виду як близький до загрозливого. За оцінками дослідників, у 2016 році популяція сейшельських очеретянок становила 6500 птахів.